# Conservatoire à rayonnement régional de Poitiers
 (août 2025).
Le conservatoire à rayonnement régional de Grand Poitiers est un conservatoire à rayonnement régional, établissement d'enseignement artistique agréé et contrôlé par l'État (Direction générale de la Création artistique du ministère de la Culture et de la Communication), représenté par la direction régionale des Affaires culturelles (DRAC). Il propose trois spécialités, musique, chorégraphie et art dramatique. Il est situé à Poitiers (Vienne, France).

## Histoire

### Directeurs successifs
- Jean-Marc Laureau de 1971 à 1986
- Éric Sprogis de 1986 à 2007
- Éric Valdenaire de 2008 à 2021
- Marie-Jean Guillemette-Lazennec depuis 2021

## Le CRR aujourd’hui
Le conservatoire accueille 1 650 élèves, dont 1 350 en musique, 250 en danse et 50 en art dramatique. L’établissement possède plusieurs sites : 
-site centre-ville (5, rue Franklin)
-site des 3 Cités 
-site de Bellejouane/musiques actuelles
-site de Migné-Auxances
-site des Couronneries (ouverture en septembre 2022)

### Diplômes délivrés
Le conservatoire décerne un certificat d'études musicales et un certificat d'études chorégraphiques, ainsi que les diplômes d’études chorégraphiques, musicales et théâtrales.

### Enseignement
Dans le domaine musical, le conservatoire délivre un enseignement concernant les cordes (violon, alto, violoncelle, contrebasse), les bois (flûtes, hautbois, basson, saxophone, clarinette), les cuivres (cor, trompette, trombone, tuba) ainsi que les instruments polyphoniques (piano, guitare, harpe, orgue, percussions). Des classes de chant, d’écriture et de composition musicales, ainsi que de musiques anciennes, traditionnelles, amplifiées, improvisées ou jazz sont également proposées. 
Les danses classique, contemporaine et jazz font partie de l’offre chorégraphique du conservatoire ainsi qu’un cursus d’art dramatique .

### Partenariats
Le conservatoire, en partenariat avec l’Éducation nationale, s’inscrit dans un cycle de classes à horaires aménagés. L'école primaire Paul-Bert (musique et danse) et les collèges Pierre-de-Ronsard (théâtre) et du Jardin des Plantes (musique et danse) participent à ce programme,.

## Liste de professeurs et anciens professeurs
Mlle BRAULT, cofondatrice des cours FLORENT en région parisienne ...

## Liste des anciens élèves du conservatoire
Marc Fossé, Isabelle Chamier, Stéphane Douré, Douchka Pratilova, Eric Granier, Jean-Pierre Rousseau...